# Sungai Langan
Sungai Langan is een bestuurslaag in het regentschap Muara Enim van de provincie Zuid-Sumatra, Indonesië. Sungai Langan telt 1367 inwoners (volkstelling 2010).